# Conure à poitrine grise
Pyrrhura griseipectus
Espèce
Statut de conservation UICN

 EN B1ab(i,iii) : En danger
Statut CITES
La Conure à poitrine grise (Pyrrhura griseipectus) est une espèce d'oiseaux appartenant à la famille des Psittacidae, autrefois considérée comme une sous-espèce de la Conure leucotique (Pyrrhura leucotis).

## Description
Cet oiseau mesure environ 23 cm de longueur pour une masse de 50 g.

## Répartition
Cette espèce n'est présente que dans le nord-est du Brésil.

## Habitat
Cet oiseau peuple les milieux forestiers.